# فابیو پتروزی
فابیو پتروزی (به ایتالیایی: Fabio Petruzzi) بازیکن فوتبال و اهل ایتالیا است که از سال ۱۹۹۵ میلادی عضو تیم ملی فوتبال ایتالیا بوده و در ۱ بازی ملی حضور داشته‌است. او در بازی‌های ملی‌اش گلی به ثمر نرساند.
فابیو پتروزی آخرین بازی ملی خود را در سال ۱۹۹۵ میلادی انجام داد.